# Instytut Gospodarstwa Wiejskiego i Leśnictwa

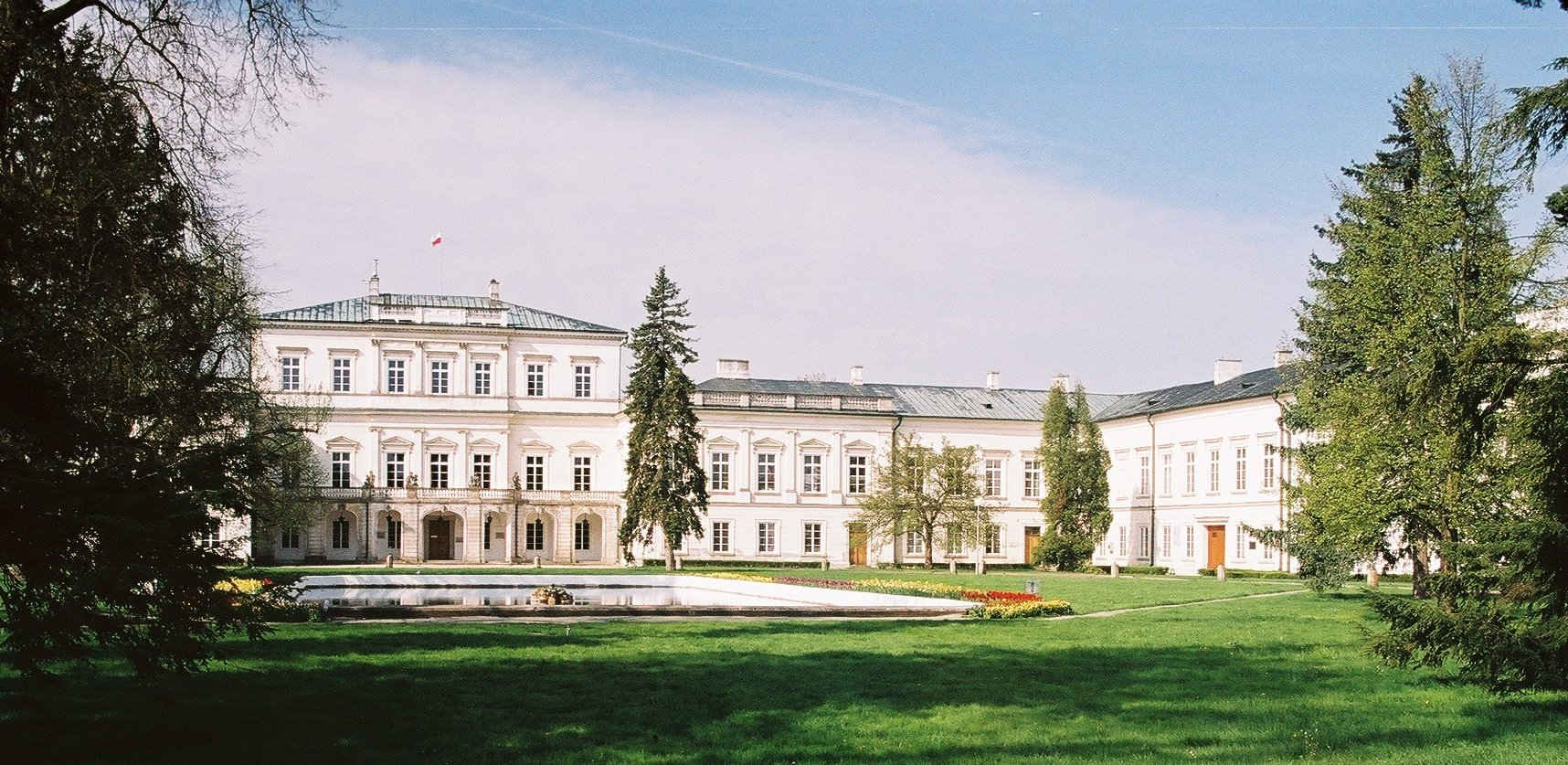
Pałac Czartoryskich w Puławach – w latach 1869-1914 siedziba Instytutu Gospodarstwa Wiejskiego i Leśnictwa; widok współczesny

Instytut Gospodarstwa Wiejskiego i Leśnictwa (Instytut Nowoaleksandryjski) – uczelnia rolnicza utworzona w 1869 w Puławach (ówczesnej Nowej Aleksandrii).

## Historia
Uczelnia powstała na miejscu zlikwidowanego polskiego Instytutu Politechnicznego i Rolniczo-Leśnego. Kontynuowała tradycję wydziału rolniczego i leśnego tego instytutu (oddział politechniczny został zlikwidowany). Jej siedzibą, podobnie jak poprzednika, był gmach dawnego pałacu Czartoryskich. Językiem wykładowym był język rosyjski, a kadrę stanowili profesorowie rosyjscy i polscy.
Uczelnia w zamierzeniu władz miała być ośrodkiem rusyfikacji – stopniowo kadra polska była wypierana przez rosyjską, tak, że w 1914, w momencie zaprzestania działalności w Puławach, w uczelni wykładali tylko rosyjscy nauczyciele. Udział Polaków w studiach na tej uczelni również się stopniowo zmniejszał.
Jednak osiągnęła ona również znaczny i liczący się w świecie dorobek naukowy. Do najwybitniejszych naukowców rosyjskich, pracujących na puławskiej uczelni, zalicza się: Iwana Tiutczewa, Wasilija Dokuczajewa, Nikołaja Sibircewa, Konstantego Glinkę, Piotra Barakowa, Aleksandra Arbuzowa, Nikołaja Kryształowicza i Piotra Budrina. Wśród polskich naukowców na uwagę zasługują nazwiska botanika Feliksa Berdaua, zoologa Aleksandra Karpińskiego, chemika Władysława Dudrewicza, geologa Jana Trejdosiewicza, specjalisty warzywoznawstwa Antoniego Zielińskiego. Uczniem tej uczelni przez krótki czas (w 1870) był Bolesław Prus, który musiał ją jednak opuścić po konflikcie z jednym z rosyjskich profesorów. Do szkoły tej uczęszczali również Andrzej Strug i Ludwik Waryński.
W latach 1869-92 uczelnia nie miała statusu akademickiego, zakres nauczania lokował ją między technikum a wyższą szkołą zawodową. Po reformie szkolnej z 1892 status uczelni został zrównany z uniwersytetami, a program nauczania wydłużono do 4 lat. Również w Instytucie tym powstała w 1895, dzięki staraniom Dokuczajewa, pierwsza na świecie katedra gleboznawstwa.
Uczelnia dysponowała dwoma własnymi folwarkami Końskowola i Pożóg, o charakterze wzorcowych gospodarstw będących miejscami rolniczych doświadczeń naukowych i praktyk studenckich. Znajdujące się na terenie folwarków zakłady przemysłowe (jak cegielnia, browar, młyn) wydzierżawiano, a dochód z nich zasilał kasę uczelni. Instytut posiadał bogaty księgozbiór, głównie rosyjskojęzyczny, i wydawał od 1876 własne czasopismo naukowe "Zapiski Nowoaleksandryjskogo Instituta Sielskogo Chazjajstwa i Lesawodstwa" (ros. Записки Ново-Александрийского института сельского хозяйства и лесоводства).
W latach 1869–1914, czyli w całym okresie istnienia tej szkoły, ukończyło ją około 2100 agronomów polskich i rosyjskich.
Działalność dydaktyczną Instytut przerwał w 1914, wraz z rozpoczęciem I wojny światowej. Rosyjska kadra uczelni wraz z częścią wyposażenia (w tym „rosyjska” część biblioteki) zostały ewakuowane do Charkowa, gdzie stały się zalążkiem tamtejszego instytutu rolniczego, odnowionego w 1921 jako Charkówski Instytut Wiejskiego Rolnictwa i Leśnictwa (ukr. Харківський інститут сільського господарства та лісництва).
Na terenie Polski spadkobiercą Instytutu stał się Instytut Naukowy Gospodarstwa Wiejskiego powstały w 1917 za zgodą austriackich władz okupacyjnych, który przejął m.in. budynki i pokaźny księgozbiór (liczący 81700 woluminów) po rosyjskiej uczelni, nie kontynuował już jednak działalności dydaktycznej poprzedniczki.